# Christian Ludwig (Architekt)
Christian Ludwig (* 26. März 1901 in Pressburg, Österreich-Ungarn; † 9. Februar 1967 in Linz) war ein tschechoslowakisch-österreichischer Baumeister und Architekt. Er war ein wichtiger Vertreter der funktionalistischen Architektur. 

## Leben

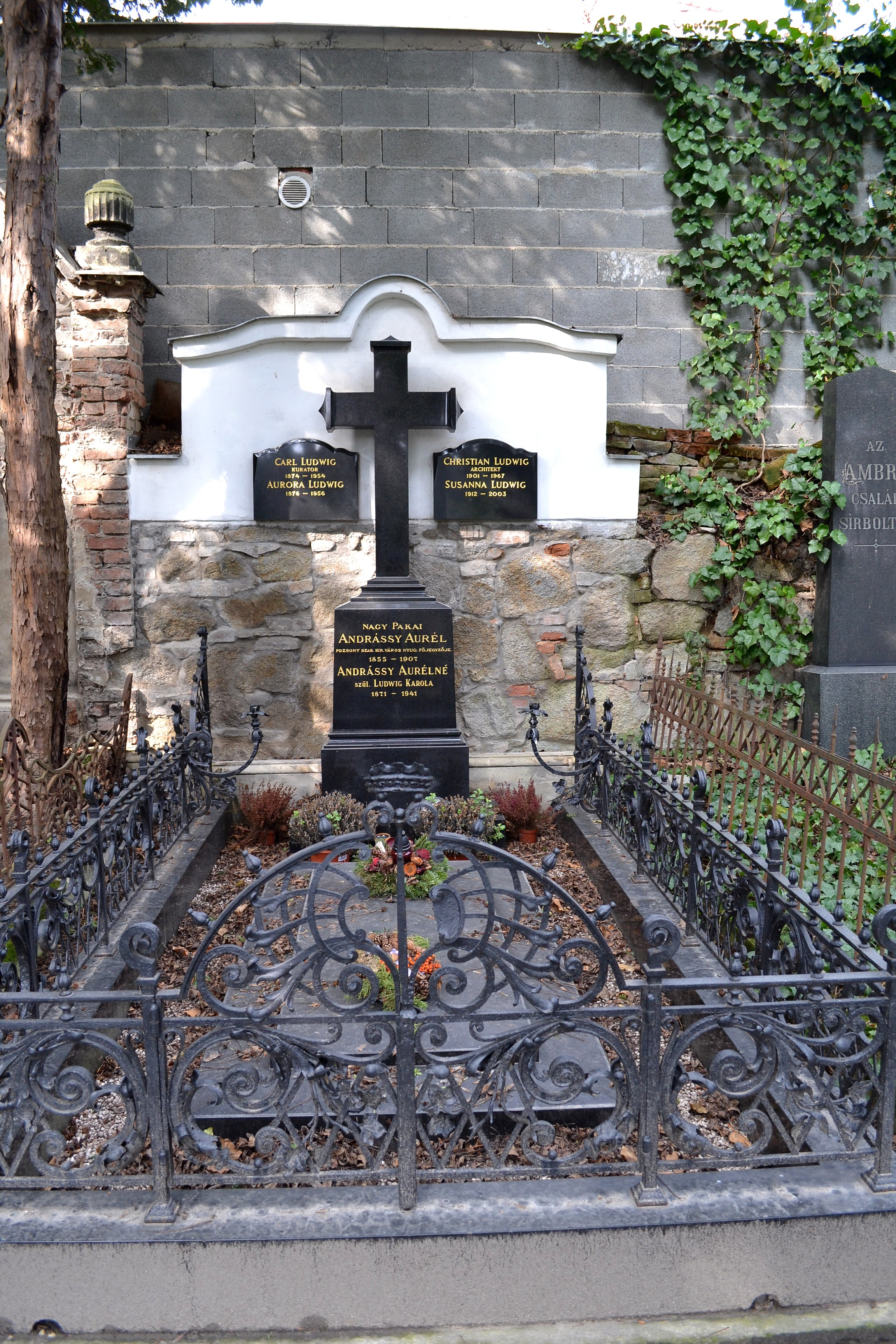
Grab Christian Ludwigs

Christian Ludwig stammt aus einer evangelischen Familie, wobei seine Mutter katholisch war. Sein Vater war der Weinhändler Carl Ludwig (1874–1954). 1925 schloss er sein in Brünn begonnenes Architekturstudium an der Technischen Universität München ab. Anschließend arbeitete er bis 1928 im Architekturbüro der Architekten Frantisek Wimmer und Bandi Szönyi in Bratislava. 1928 machte er sich als Architekt selbständig und arbeitete eng mit Augustín Danielis zusammen. Er entwarf zahlreiche moderne Wohn- und Geschäftshäuser, Fabriken und Villen, die ihn zu einem der bedeutendsten Vertreter der gemäßigt progressiven Architekten in der Tschechoslowakei werden ließen.
1944/1945 zog er mit seiner Familie gezwungenermaßen nach Österreich, wo sie sich in Linz niederließen. Dort eröffnete er ein eigenes Architekturbüro, das sich auf Wasserbau-Großprojekte und Industriebauten spezialisierte. Er kehrte nie in seine Heimatstadt Bratislava zurück. Im Jahr 2004 wurden seine sterblichen Überreste exhumiert und in das Familiengrab auf dem Gaistor-Friedhof in Bratislava umgebettet.
Die Österreichische Botschaft zeigte im Februar 2001 im Österreichischen Kulturzentrum und im Verkehrsmuseum in Bratislava erstmals eine Auswahl von Werken Ludwigs.
Das Slowakische Institut widmete 2003 dem Architekten eine in Bratislava und Wien gezeigte  Retrospektive.

## Werke (Auswahl)
Seine wichtigste Schaffenszeit waren die 1920er und 1930er Jahre, in denen er zahlreiche Wohn- und Geschäftsbauten in Bratislava plante.
- „Lutherhaus“ in Bratislava (1931/1932)
- Rathaus von Bratislava-Prievoz, gemeinsam mit Augustín Danielis (1932)[6]
- Manderla-Hochhaus (Námestie SNP (Bratislava)) gemeinsam mit Emerich Spitzer und Augustín Danielis (1935)[7] (seinerzeit das erste Hochhaus und lange Zeit höchste Gebäude in der Slowakei; Bauherr: Fleischwarenunternehmer Rudolf Manderla; Ausführung: Bauunternehmen Pittel+Brausewetter und Alexander Feigler)[8][9]
- Obchodný dom Dunaj (Kaufhaus der Kette Brouk & Babka) (Námestie SNP (Bratislava)) (1936)[10]
- Café „Regina“ (1937)

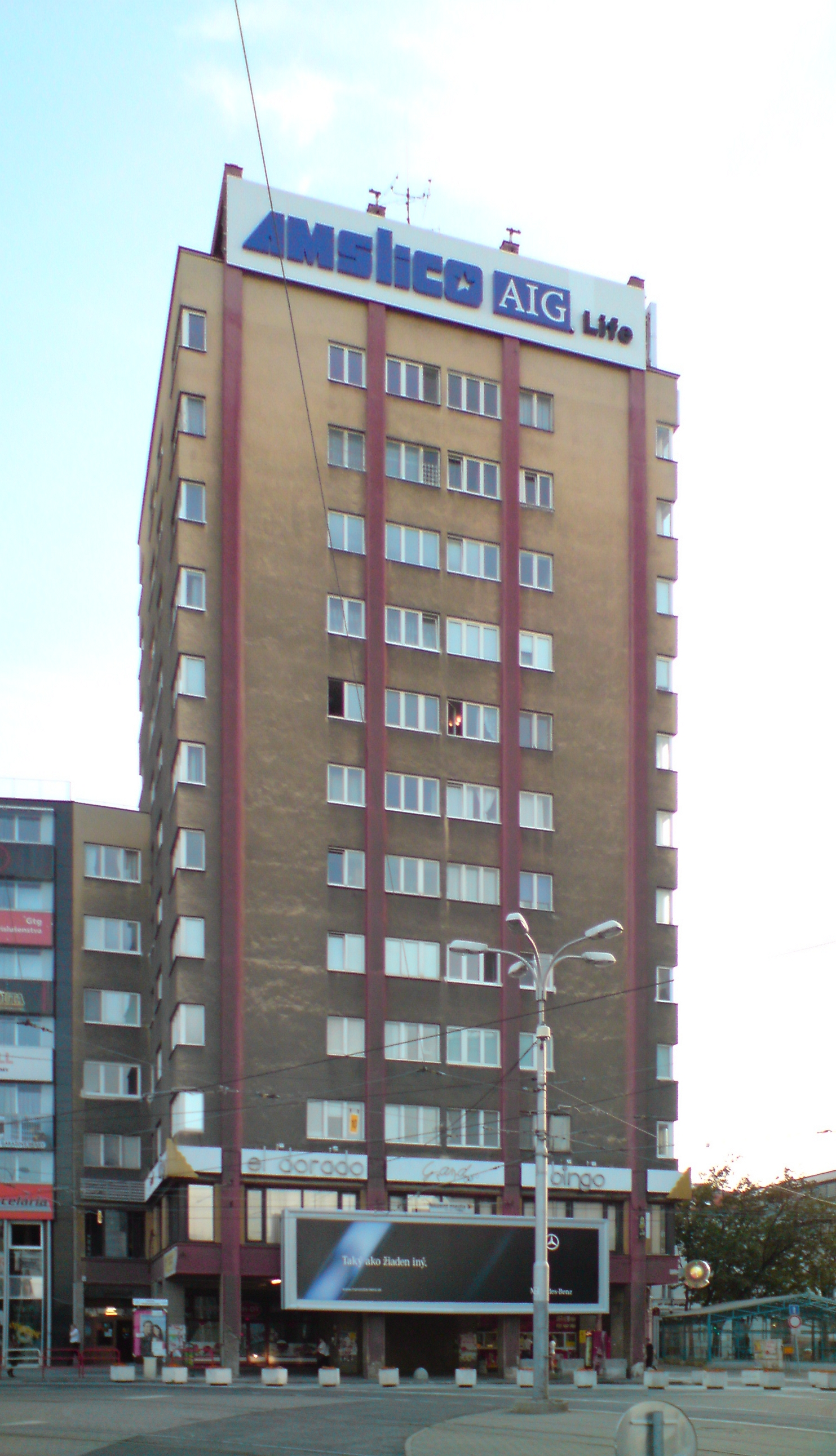
Manderla-Hochhausteratur
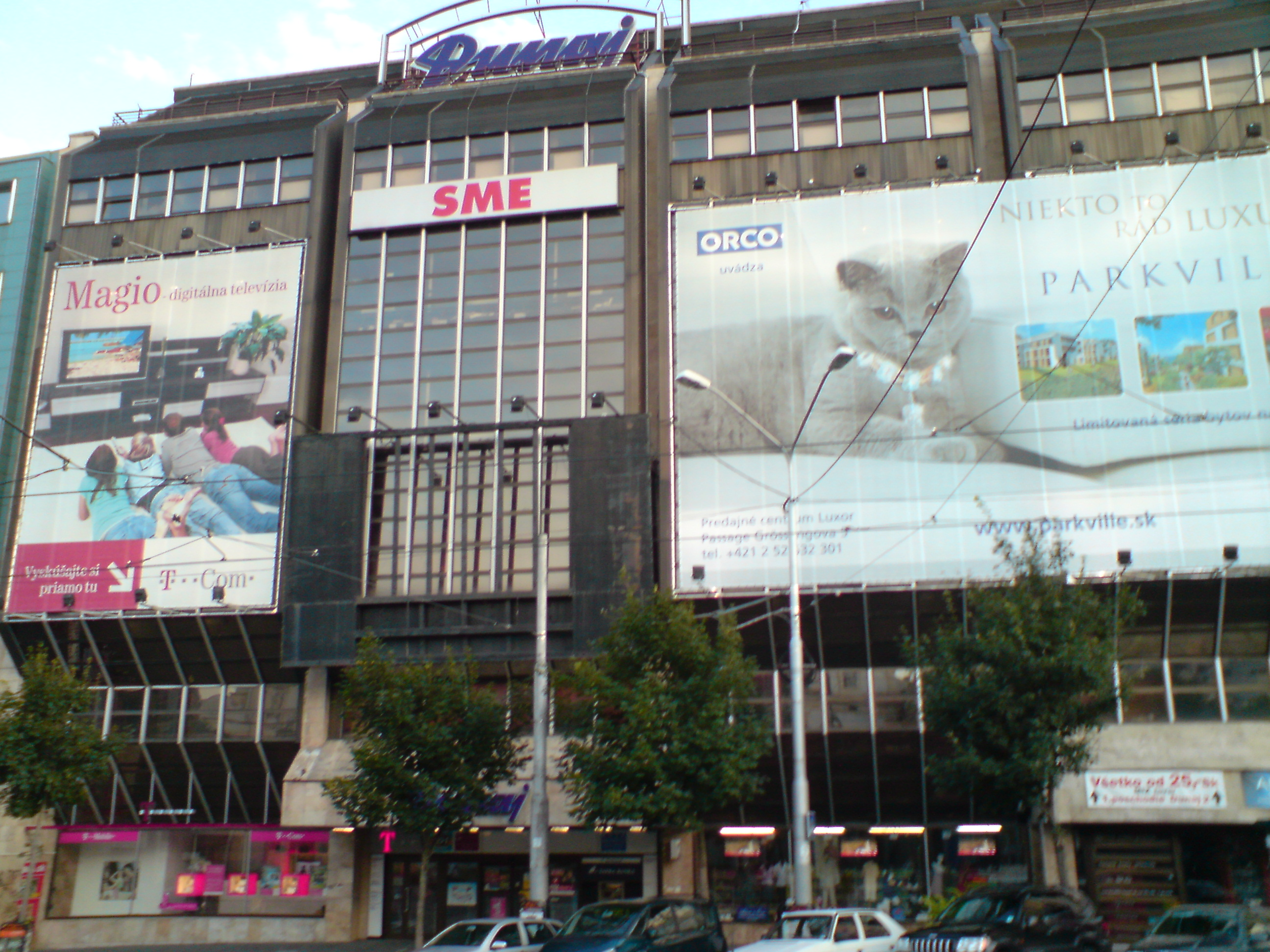
Kaufhaus Obchodný dom Dunaj in Bratislava
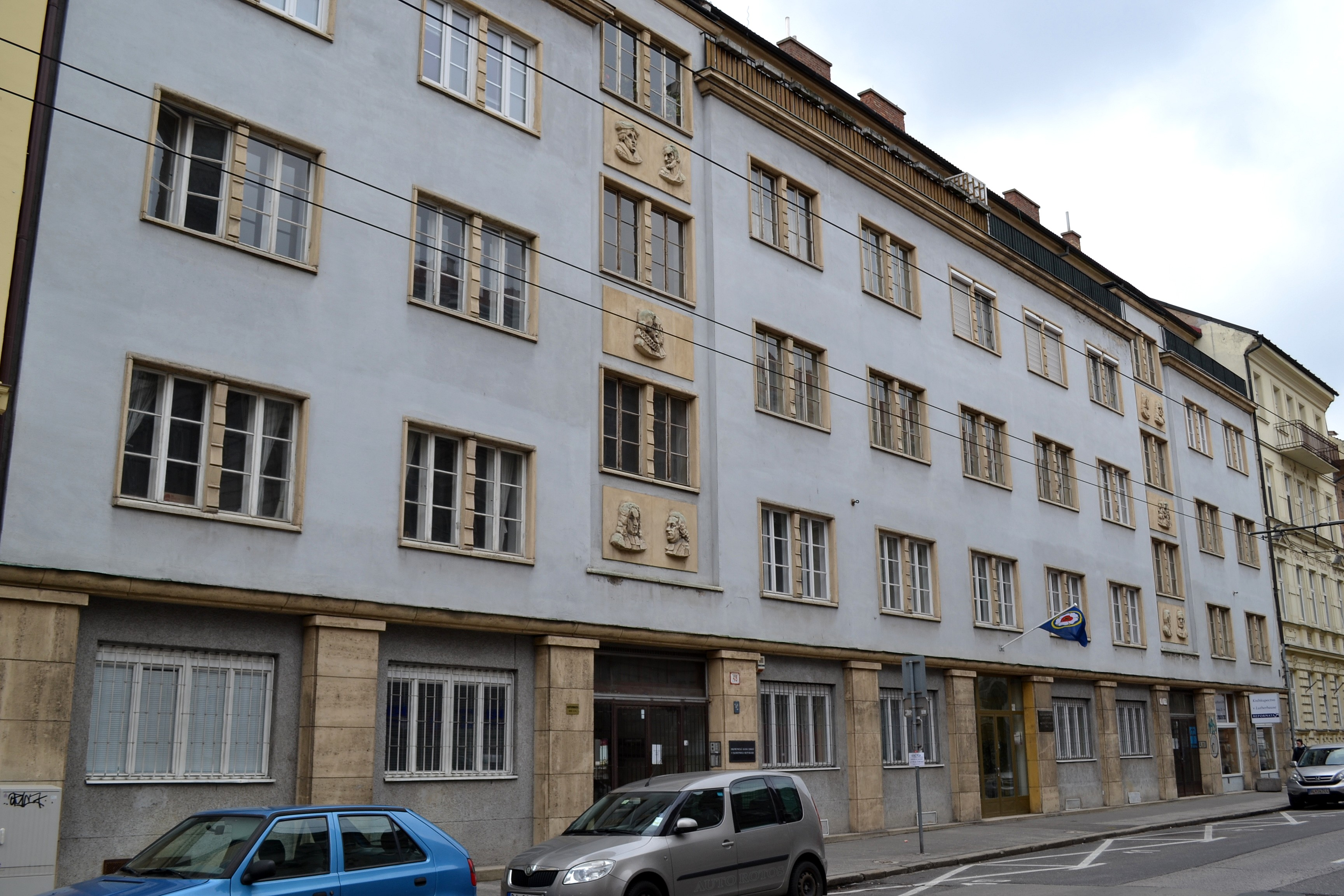
Lutherhaus in Bratislava
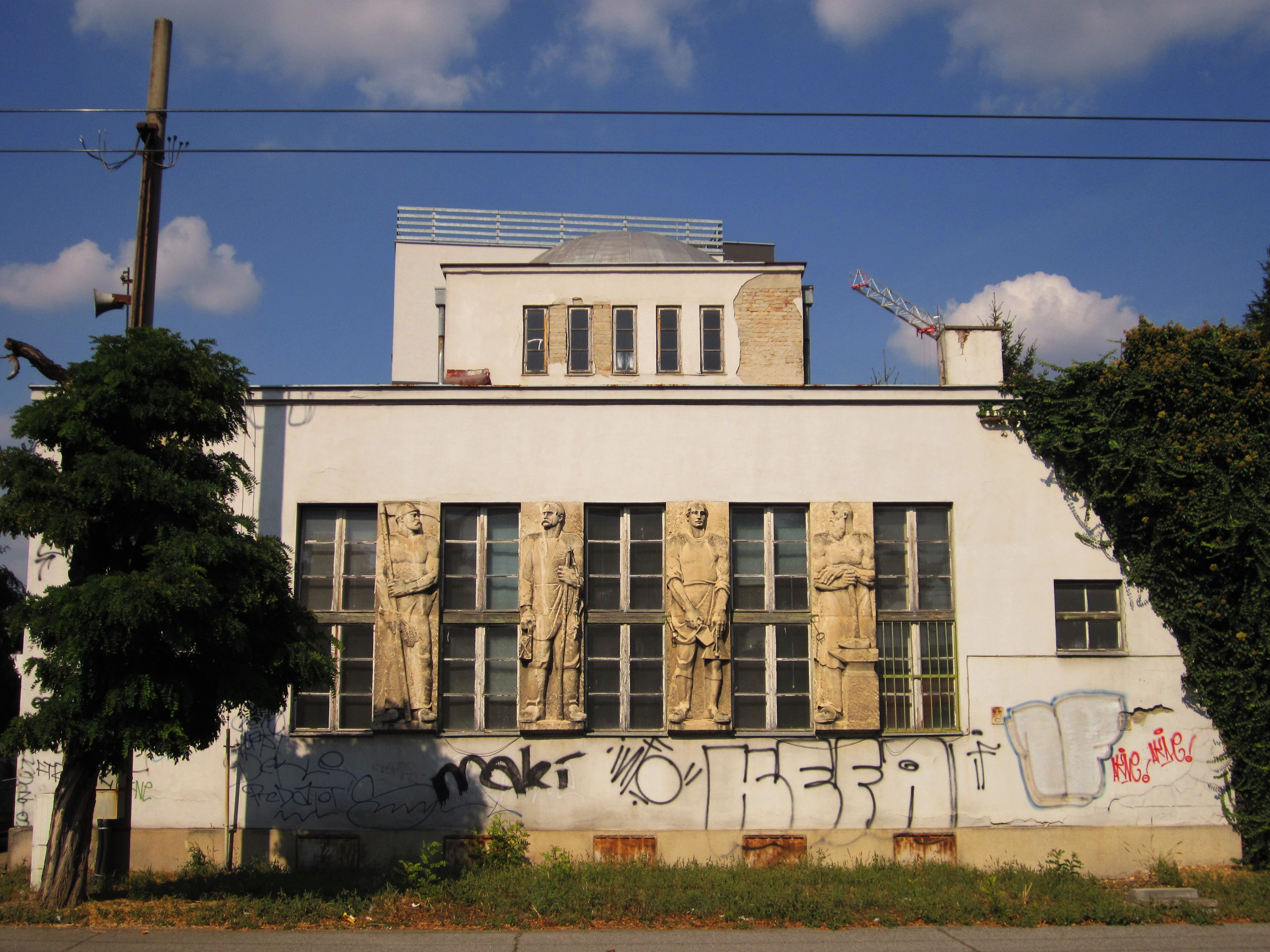
Rathaus von Bratislava-Prievoz